# Deutscher Filmpreis 2005

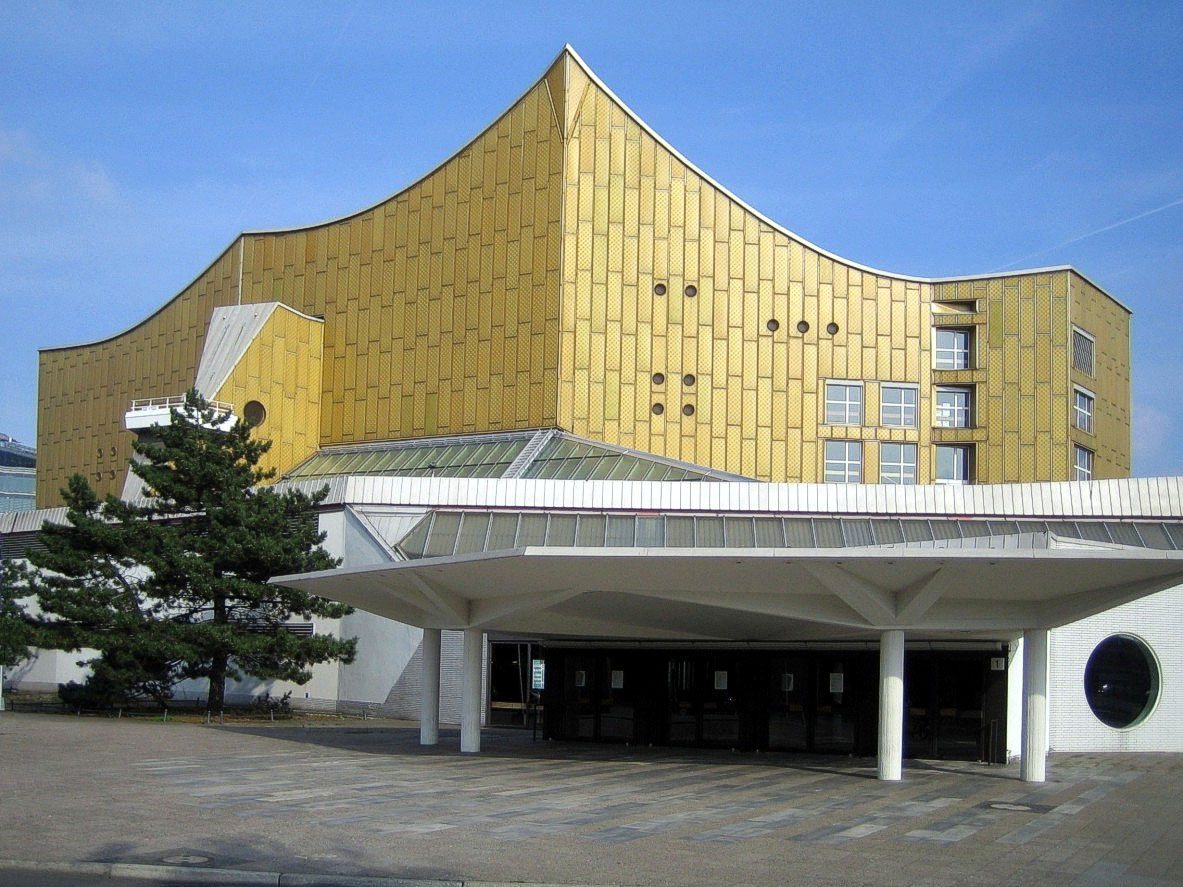
Die Berliner Philharmonie, Veranstaltungsort des Deutschen Filmpreises 2005

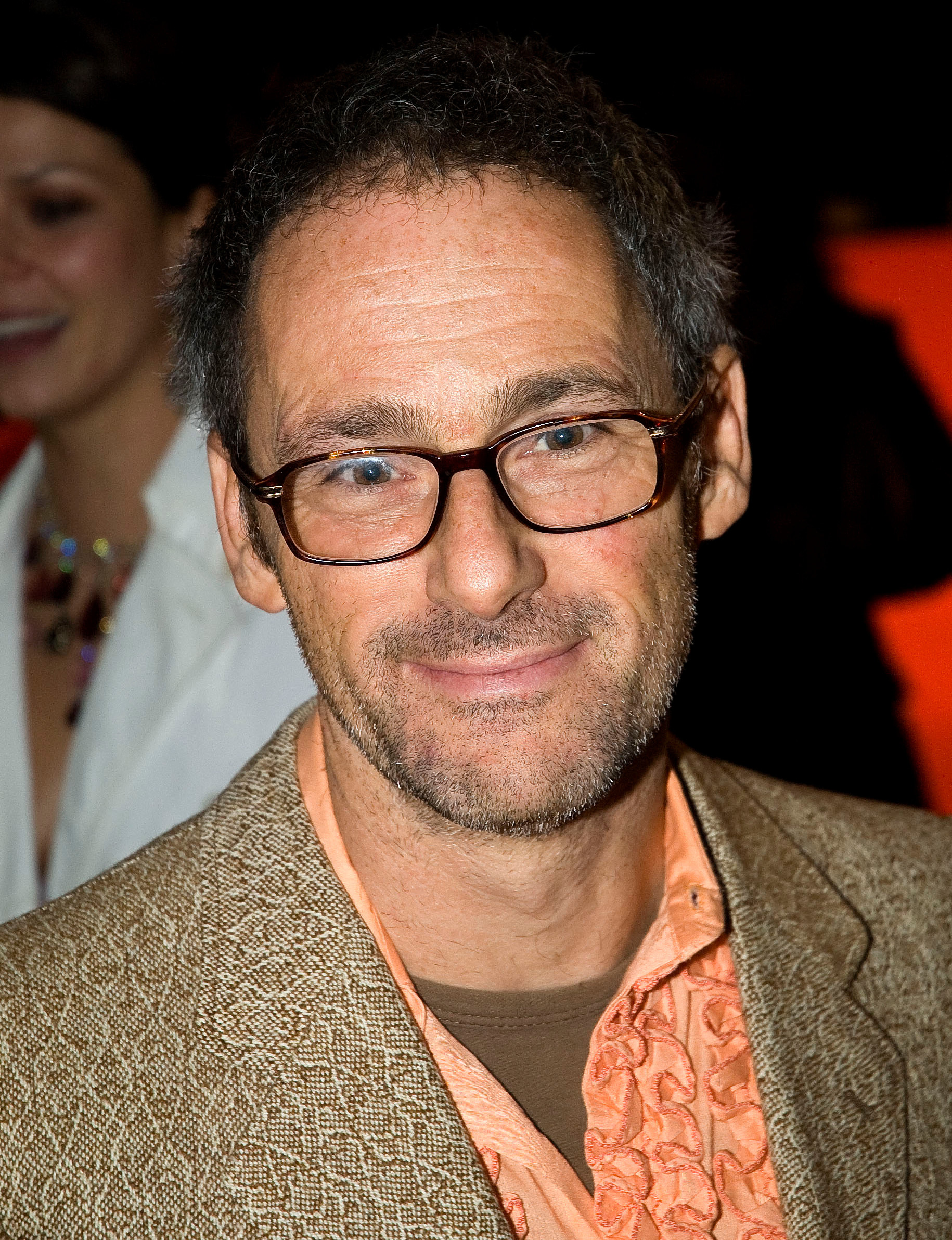
Beste Regie und Bestes Drehbuch: Dani Levy

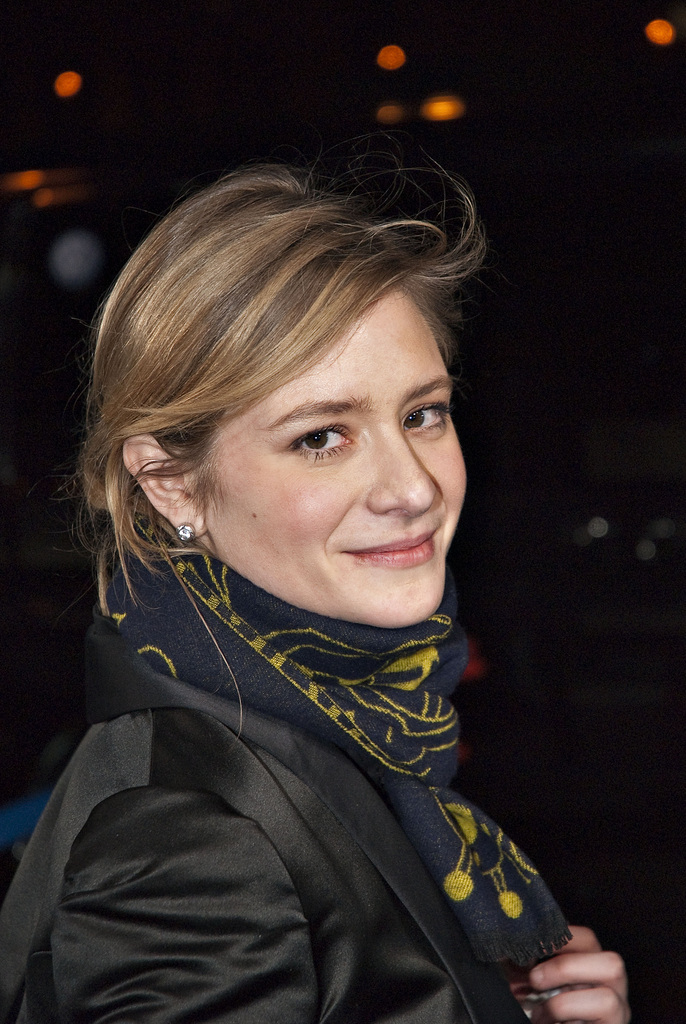
Beste Hauptdarstellerin: Julia Jentsch

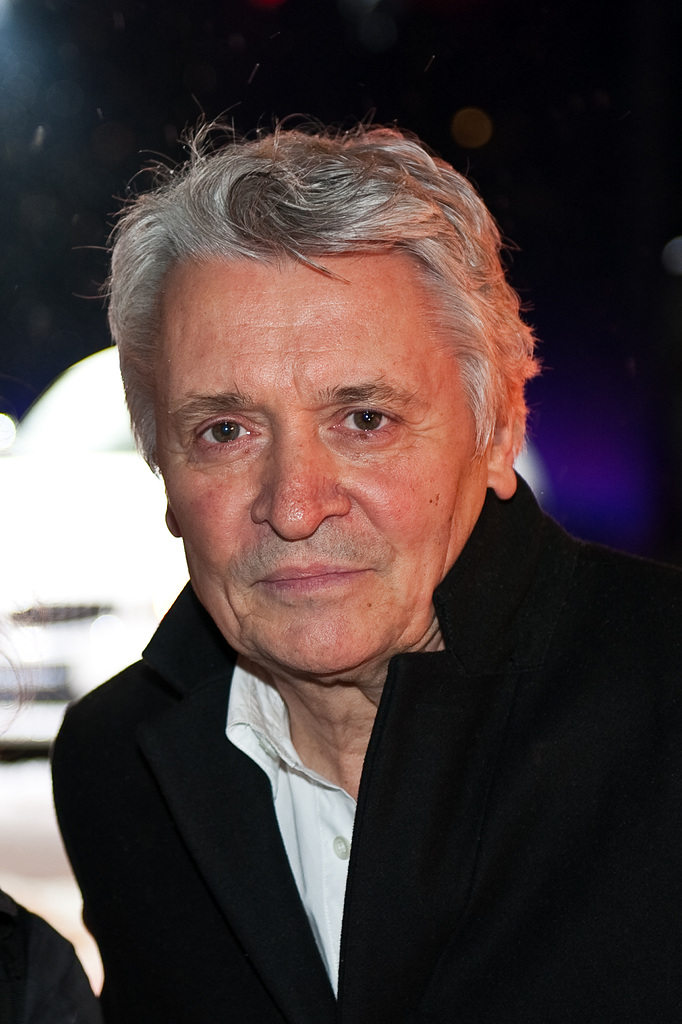
Bester Hauptdarsteller: Henry Hübchen

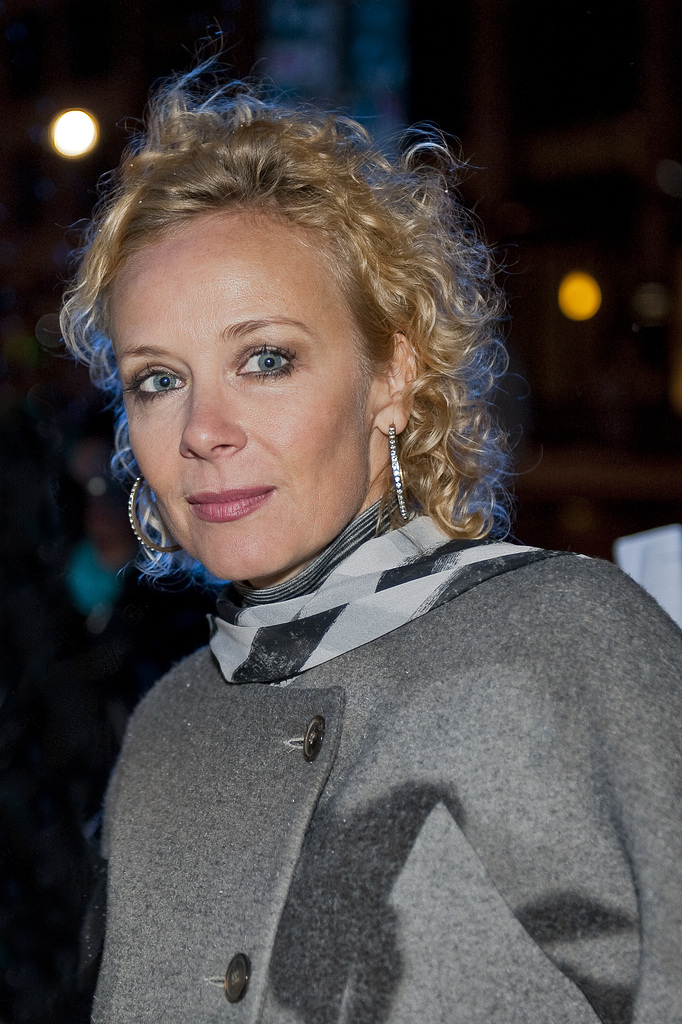
Beste Nebendarstellerin: Katja Riemann

Die 55. Verleihung des Deutschen Filmpreises fand am 8. Juli 2005 in der Berliner Philharmonie statt. Moderiert wurde die Gala von Michael „Bully“ Herbig. Zum ersten Mal wurden die Nominierten und Gewinner nicht mehr von einer Jury bestimmt, sondern von den Mitgliedern der Deutschen Filmakademie gewählt.

## Gewinner und Nominierte
| Meiste Lolas         | Alles auf Zucker (6 Auszeichnungen) |
| Meiste Nominierungen | Alles auf Zucker (10 Nominierungen) |

### Bester Spielfilm
Alles auf Zucker (Filmpreis in Gold) – Produktion: Manuela Stehr
- Die fetten Jahre sind vorbei (Filmpreis in Silber) – Produktion: Hans Weingartner, Antonin Svoboda
- Sophie Scholl – Die letzten Tage (Filmpreis in Silber) – Produktion: Christoph Müller, Sven Burgemeister, Fred Breinersdorfer, Marc Rothemund

Außerdem nominiert:
- Agnes und seine Brüder – Produktion: Stefan Arndt
- Der neunte Tag – Produktion: Jürgen Haase
- Der Wald vor lauter Bäumen – Produktion: Janine Jackowski

### Bester Dokumentarfilm
Rhythm Is It! – Produktion: Uwe Dierks, Thomas Grube, Andrea Thilo
- Touch the Sound – Produktion: Trevor Davies, Leslie Hills, Stefan Tolz

### Bester Kinder- und Jugendfilm
Lauras Stern – Produktion: Thilo Graf Rothkirch, Maya Gräfin Rothkirch
- Die wilden Kerle 2 – Produktion: Ewa Karlström, Andreas Ulmke-Smeaton

### Beste darstellerische Leistung – männliche Hauptrolle
Henry Hübchen – Alles auf Zucker
- August Diehl – Der neunte Tag
- Bruno Ganz – Der Untergang
- Ulrich Matthes – Der neunte Tag

### Beste darstellerische Leistung – weibliche Hauptrolle
Julia Jentsch – Sophie Scholl – Die letzten Tage
- Hannelore Elsner – Alles auf Zucker
- Jessica Schwarz – Kammerflimmern

### Beste darstellerische Leistung – männliche Nebenrolle
Burghart Klaußner – Die fetten Jahre sind vorbei
- Uwe Ochsenknecht – Vom Suchen und Finden der Liebe
- Udo Samel – Alles auf Zucker

### Beste darstellerische Leistung – weibliche Nebenrolle
Katja Riemann – Agnes und seine Brüder
- Corinna Harfouch – Der Untergang
- Juliane Köhler – Der Untergang
- Ingeborg Westphal – Kammerflimmern

### Beste Regie
Dani Levy – Alles auf Zucker
- Volker Schlöndorff – Der neunte Tag
- Hans Weingartner – Die fetten Jahre sind vorbei

### Bestes Drehbuch
Holger Franke, Dani Levy – Alles auf Zucker
- Fred Breinersdorfer – Sophie Scholl – Die letzten Tage
- Eberhard Görner, Andreas Pflüger – Der neunte Tag

### Beste Kamera/Bildgestaltung
Hans-Günther Bücking – Schneeland
- Martin Langer – Sophie Scholl – Die letzten Tage
- Franz Lustig – Land of Plenty

### Bester Schnitt
Dirk Grau, Martin Hoffmann – Rhythm Is It!
- Peter R. Adam – Der neunte Tag
- Elena Bromund – Alles auf Zucker

### Bestes Szenenbild
Ari Hantke – Der neunte Tag
- Christian M. Goldbeck – Alles auf Zucker
- Bengt Svedberg – Schneeland

### Bestes Kostümbild
Lucie Bates – Alles auf Zucker
- Steffi Bruhn – Aus der Tiefe des Raumes
- Andreas Janczyk – Schneeland

### Beste Filmmusik
Niki Reiser – Alles auf Zucker
- Gerd Baumann, Alex Haas, Stefan Noelle – Aus der Tiefe des Raumes
- Till Brönner, Arne Schumann, Josef Bach – Höllentour

### Beste Tongestaltung
Gregor Kuschel, Hubertus Rath, Thomas Riedelsheimer, Christoph von Schönburg, Marc von Stürler – Touch the Sound
- Mario Hubert, Michael Kranz, Heiko Müller, Roland Platz, Chris Rebay, Roland Winke – (T)Raumschiff Surprise – Periode 1
- Hubert Bartholomae, Gunnar Voigt – Der neunte Tag
- André Bendocchi-Alves, Eric Seifert, Martin Steyer, Roland Winke – Schneeland

### Ehrenpreis für herausragende Verdienste um den deutschen Film
Reinhard Hauff

### Publikumspreis: Film des Jahres
Sophie Scholl – Die letzten Tage